# Great Baikal Trail
El Great Baikal Trail (en ruso: Большая Байкальская Тропа, Gran Sendero del Baikal) es una red de senderos turísticos con una extensión de más de 1800 kilómetros alrededor del lago Baikal en Siberia, Rusia. Desde 2003 ésta red de senderos, cuya idea remonta a los años 1970, se realiza paso a paso con la ayuda de voluntarios. Aunque todavía en el estado de realización, algunas partes de éstos senderos ya están accesibles al turismo. Anualmente se organizan hasta 25 campamentos de trabajo, en los cuales se reúnen voluntarios de todo el mundo para continuar con la construcción de estos senderos.
El sendero más popular comienza en Listvyanka y recorre la costa de Baikal hasta Bolshoye Goloustnoye. La longitud total de la ruta es de 55 km, pero la mayoría de los turistas suelen tomar solo una parte, una sección de 25 km hasta Bolshie Koty. Tiene un nivel de dificultad más bajo y puede ser pasado por personas sin habilidades y equipo especiales.